# Felip Aner d'Esteve
 (novembre 2013).
Si vous disposez d'ouvrages ou d'articles de référence ou si vous connaissez des sites web de qualité traitant du thème abordé ici, merci de compléter l'article en donnant les références utiles à sa vérifiabilité et en les liant à la section « Notes et références ».
Felip Aner d'Esteve (Aubert, Val d'Aran 1781 - Cadix 9 octobre 1812). Avocat et homme politique Aranais. Il se définissait comme catalan et est reconnu comme un défenseur des intérêts catalans et un des pères fondateurs de la constitution de 1812. 

## Biographie
Avocat, fils d'un homme politique aranais, il fut membre de la Junta de gouvernement du Val d'Aran en 1808, il est d'abord chargé de diriger la lutte contre Napoléon durant la guerre d'Espagne. Il fut nommé auprès des autorités militaires à Vic, Valence, dans le Val d'Aran et enfin à Tremp.   
Il devient ensuite représentant de la vallée à la Junta superior de Catalogne. 
Il fut ensuite envoyé comme député le 17 janvier 1809 à l'assemblée constituante des Cortes de Cadix, où il se distingua par les très nombreuses interventions qu'il y effectua (261), ainsi que par sa position politique particulière entre libéralisme et conservatisme. Il insista sur la priorité de gagner la guerre et d'appliquer les instructions. Pour cela, il défendit les corps francs par rapport aux militaires professionnels, et l'agriculture et l'élevage devant un auditoire libre-échangiste. Il contracta une maladie à la suite d'une épidémie à Cadix.  
Il est nommé, avec Jaume Creus i Martí et l'avocat Ramon Hostalric, pour rédiger les instructions de la Junta superior de Catalogne, aux députés, qu'il signa d'ailleurs comme rapporteur (1810). Dans ces instructions il demandait le retour du régime spécifique à la Catalogne avant 1714, en récompense de l'active lutte Catalane contre les français, ainsi que la création de cortes régionales associées aux cortes générales. 

Le 5 février 1810 est élu un triumvirat exécutif, composé de Josep Espiga, Andreu Oller et Jaume Creus i Martí. Dans les débats, il s'opposa fermement à tous les projets qui auraient pu faire perdre leur spécificité aux catalans, en les regroupant en régions arbitrairement définies. Il a notamment fait la déclaration suivante : 
"Rien n'est capable de faire oublier aux catalans qu'ils sont catalans"
En juin 1812, il partit en convalescence sur la côte Portugaise, mais finalement il mourut le 9 octobre 1812, avant la fin de son mandat.